# Chapra
Chapra (eller Chhapra) är en stad i delstaten Bihar i Indien, och är administrativ huvudort för distriktet Saran. Folkmängden uppgick till 202 352 invånare vid folkräkningen 2011, med förorter 213 714 invånare.